# Бэкон, Роджер
Ро́джер Бэкон (англ. Roger Bacon; около 1214, Илчестер, графство Сомерсет, Англия — 1292, Оксфорд, Англия), известен также как Удивительный доктор (лат. Doctor Mirabilis) — английский философ и естествоиспытатель, монах-францисканец (с 1257); профессор богословия в Оксфорде. Занимался математикой, химией и физикой; в оптике разработал новые теории об увеличительных стёклах, преломлении лучей, перспективе, величине видимых предметов и другие.
Хотя в философии Бэкон не создал принципиально нового учения, но он дал аргументированную критику методов и теорий своего времени, исходивших из того, что философия достигла совершенства; он первым выступил против схоластики и резко отзывался о тогдашних великих авторитетах (Альберте Великом, Фоме Аквинском и др.). Это обстоятельство в связи с его критикой распущенности духовенства навлекло на него преследование духовной власти и 12-летнее тюремное заключение. Его сочинение «Opus majus» (1268) проводит мысль о бесполезности отвлечённой диалектики, о необходимости изучения природы посредством наблюдения с использованием математических вычислений.
Написал несколько работ об алхимии. Упоминание «Секрета» в сочинении «Opus Tertium» может служить свидетельством его принадлежности к эзотерикам.

## Биография
Наиболее вероятной датой его рождения считают 1214 год, хотя были выдвинуты аргументы в пользу 1210 (Ш. Журдэн) и 1220 (Д. Линдберг) годов.
Родился в Илчестере (графство Сомерсет). Семья Бэкона была в хозяйственном отношении обеспеченной: Бэкон сообщает, что он мог тратить более двух тысяч фунтов на книги, таблицы, инструменты и прочие необходимые для его научных работ вещи. Впрочем, поддержка Генриха III в борьбе против Симона де Монфора и баронов, по-видимому, привела семью к финансовому разорению и изгнанию, так что в 1266 году просьба Бэкона выслать денег не нашла отклика. Известно, что у Бэкона были братья, один из которых был учёным.
Получил образование в Оксфордском и Парижском университетах (магистр искусств, 1241).
До 1247 года преподавал в Парижском университете — читал лекции по Аристотелю на факультете искусств. Во время своего пребывания в Париже Бэкон приобрёл известность благодаря своим спорам со схоластами; он также получил степень доктора философии и заслужил почётный титул «doctor mirabilis».
В 1250 году Бэкон возвратился в Оксфорд, где преподавал в университете; вероятно, в это же время он вступил во францисканский орден. Слава Бэкона быстро распространилась в Оксфорде, хотя она несколько омрачилась подозрениями в занятиях чёрной магией и в отступничестве от догматов Католической церкви. Около 1257 года генерал ордена Бонавентура запретил лекции Бэкона в Оксфорде, приказал ему оставить город и отдал его под надзор ордена во францисканский монастырь в Париже. Только благодаря покровительству папы Климента IV, занявшего престол в 1265 году, Бэкон получил возможность опубликовать три больших трактата (охватывают приблизительно один и тот же достаточно широкий круг проблем и написаны примерно в одно время): «Большой труд» (Opus majus), «Меньший труд» (Opus minus; дополнение к «Большому») и «Третий труд» (Opus tertium; краткое изложение идей «Большого»). В качестве приложения к Opus majus и Opus minus Папе был послан также специальный трактат De multiplicatione specierum, в котором находят своё отражение натурфилософские взгляды Роджера Бэкона. Однако смерть папы, последовавшая в 1268 году, похоронила надежды Бэкона на осуществление его замыслов.
В 1268 году Бэкон получил разрешение вернуться в Оксфорд, где продолжил свои занятия науками.
Вероятно, в конце 1260-х он закончил работу над сочинениями Communia mathematica и Communia naturalium. Compendium studii philosophiae, по всей видимости, был закончен примерно в 1272 году. Первые два трактата представляют собой изложение и рассмотрение наиболее общих и базовых вопросов математики и физики соответственно.
В 1278 году за сделанные им резкие нападки на невежество и порочность духовенства и монахов был обвинён в ереси и помещён под домашний арест (или в тюрьму). Исследователи сходятся во мнении, что Бэкона арестовали, но точных данных о сроке заточения нет. Известно лишь, что в 1292 году Бэкон был на свободе и работал над сочинением Compendium studii theologiae, которое известно в отрывках и, видимо, так и не было закончено.
Скончался Роджер Бэкон в 1292 году.

## Сочинения
Сочинения Роджера Бэкона чрезвычайно многочисленны. Они могут быть разделены на два разряда: остающиеся до сих пор в рукописи и напечатанные. Громадное количество манускриптов находится в британских и французских библиотеках, между которыми есть много ценных произведений в том отношении, что они объясняют сущность философии Бэкона. Выдержки из этих сочинений были сделаны Эмилем Шарлем, но понятно, что полное представление о его философии немыслимо до тех пор, пока не будут изданы все его сочинения.

### Основные произведения
- «Большое сочинение» («Opus Majus»),
- «Малое сочинение» («Opus Minus»),
- «Третье сочинение» («Opus Tertium»)
- «Компендий философии» («Compendium Studii Philosophiae»),
- «Послание монаха Роджера Бэкона о тайных действиях искусства и природы и ничтожестве магии» («Epistola fratris Rogeris Baconis de secretis operibus artis et naturae, et de nullitate magiae»)

### Напечатанные
- «Spèculum Alchimoae» (1541 год, переведён на английский язык в 1597 году);
- «De mirabili potestate artis et naturae» (1542 год, английский перевод 1659 года);
- «Libellus de retardandis senectutis accidentibus et sensibus confirmandis» (1590 год, переведено на англ., как и «Cure of Old Age», 1683);
- «Medicinae magistri D. Rog. Baconis anglici de arte chymiae scripta» (1603 год, собрание небольших трактатов, содержащих «Excerpta de libro Avicennae de Anima, Brè ve Breviarium, Verbum Abbreviatum», в конце которого помещена странная заметка, оканчивающаяся словами: «Ipse Rogerus fuit discipulus Alberti!»);
- «Secretum Secretorum, Tractatus trium verborum et Speculum Secretorum»);
- «Perspectiva» (1614 год, составляет пятую часть «Opus Majus»);
- «Specula Mathematica» (составляет четвёртую часть того же сочинения);
- «Opus Majus ad Clementem IV» (издано Джеббом, 1733 год);
- «Opera hactenus mèdita» (Ж. С. Бревером, 1859 год, содержащий «Opus Tertium», «Opus Minus», «Compendum studu philosophiae» и «De secretis operibus naturae»).

### Рукописи
Наиболее важные рукописи:
- «Communia Naturalium» (находится в библиотеке Мазарини в Париже, в Британском музее, в Бодлианской библиотеке и в библиотеке Университетского колледжа в Оксфорде);
- «De Communibus Mathematicae», часть находится в коллекциях Слоана (Sloane), то есть в Британском музее, часть в Бодлианской библиотеке;
- «Baconis Physica» находится между добавочными манускриптами в Британском музее; отрывки, под заглавием «Quinta Pars Compendii Theolögiae» — в Британском музее; * «Метафизика», в Национальной библиотеке в Париже;
- «Compendium Studii Theolögiae», в Британском музее;
- отрывки по логике «Summa Dialectices», в Бодлианской библиотеке;
- толкования на физику и метафизику Аристотеля — в библиотеке в Амьене.

### Публикации на русском языке
- Бэкон Роджер. Избранное / Под ред. И. В. Лупандина. — М.: Издательство Францисканцев, 2005. — 480 с.
- Бэкон Роджер. Зеркало алхимии / Пер. с лат. В. Н. Морозова // Вестник Ленинградского государственного университета им. А. С. Пушкина. Серия философия. — 2009. — № 4. Т. 2. — СПб., 2009. — С. 74—76.
- Бэкон Роджер. Введение к трактату псевдо-Аристотеля «Тайная тайных» / Пер. с лат. А. Г. Вашестова // Герметизм, магия, натурфилософия в европейской культуре XIII—XIX вв. — М., 1999. — С. 44—69.
- Бэкон Роджер. Большое сочинение. Часть первая, в которой устраняются четыре общие причины человеческого невежества // Антология мировой философии. Т. 1, ч. 2. — М., 1969. — С. 862—877.

## Философские взгляды
Он считал, что только математика, как наука, наиболее достоверна и несомненна. С её помощью можно проверять данные всех остальных наук. Кроме того, он утверждал, что математика — самая лёгкая из наук и доступна каждому.
Бэкон выделял два типа опыта: 1) реальный, жизненный опыт, который можно приобрести только в процессе жизни; и 2) опыт — доказательство, полученный через внешние чувства. Он касается только материальных предметов. Но существует ещё духовный опыт, утверждал Бэкон, который возможно познать только избранным людям через мистическое состояние, через внутреннее озарение. Данная идея предвосхитила собой появление идей об эвристическом озарении и роли интуиции в науке.
Р. Бэкон активно занимался алхимией, астрологией и оптикой; пытался внести в алхимию элементы науки. Подразделял алхимию на умозрительную (теоретическую), которая исследует состав и происхождение металлов и минералов, и практическую, занимающуюся вопросами добывания и очистки металлов, приготовления красок и т. п. Считал, что алхимия может принести большую пользу медицине, предвосхитив в некоторой степени идеи Парацельса.

## Приписываемые изобретения
Бэкон дает теорию и способ устройства телескопа, но описание это настолько неудовлетворительно, что нельзя быть уверенным в том, чтобы он владел подобным инструментом. Порох, изобретение которого также приписывалось ему, был уже до него известен арабам. То место в сочинении Бэкона, где говорится о порохе и на основании которого ему приписали честь этого изобретения, едва ли может привести к такому заключению. Зажигательные стекла были общеупотребительны; а очки, как надо полагать, изобрел не он, хотя ему нельзя отказать в знакомстве с законом их устройства. 

## Память
В 1935 году в честь Роджера Бэкона назван кратер на Луне.

## В культуре
- Учеником Роджера Бэкона является учёный францисканец Вильгельм Баскервильский — главный герой романа медиевиста и писателя Умберто Эко «Имя розы».
- В историко-приключенческом фильме «Чёрная роза» (1950), поставленном по одноимённому роману американского писателя Томаса Костейна, является учителем главного героя; роль его исполняет британский актёр Генри Оскар[англ.].